# Scaphiophryne brevis
Scaphiophryne brevis Boulenger, 1896 è una rana della famiglia Microhylidae, endemica del Madagascar.

## Distribuzione e habitat
La specie è diffusa nel Madagascar centrale e meridionale, dalla foresta di Kirindy sino alla regione di Toliara. Si incontra dal livello del mare sino a 800 m di altitudine.